# Jelcz PO-1

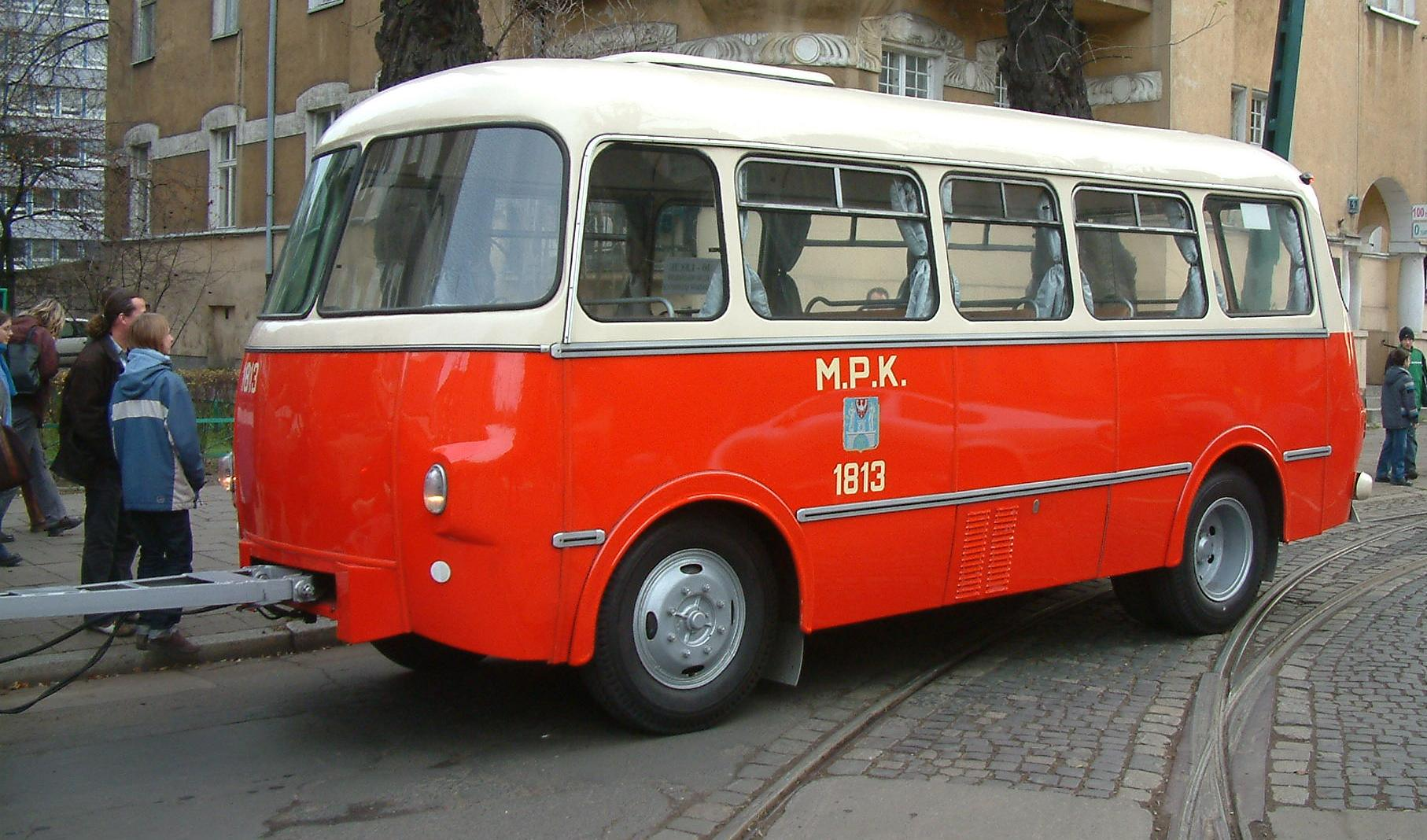
Poznaňský historický vlek Jelcz PO-1

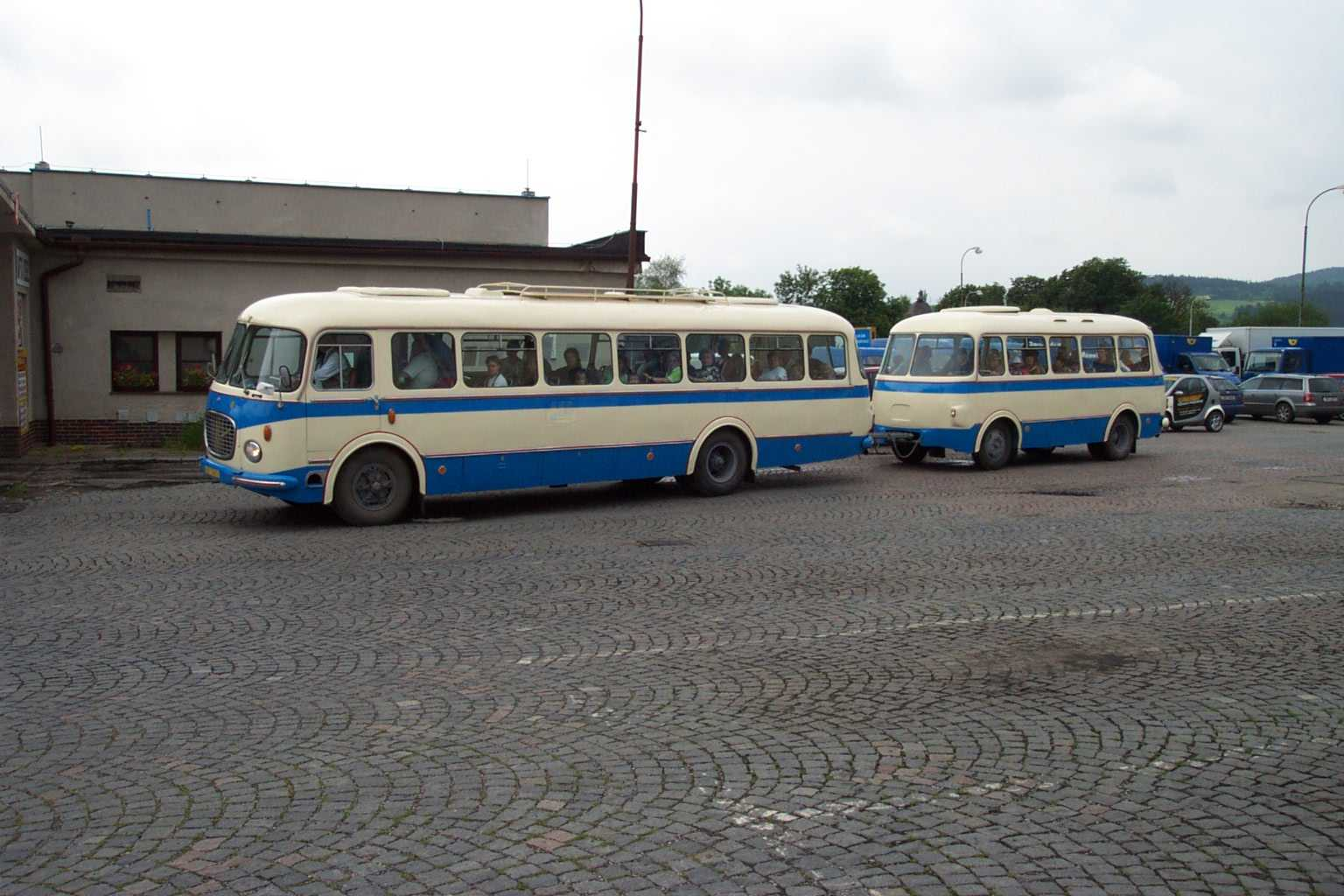
Renovovaná souprava autobusu Škoda 706 RTO CAR s přívěsem Jelcz PO-1E (majitel ČSAP Nymburk)

Jelcz PO-1 je model autobusového přívěsu, který v 60. a 70. letech 20. století vyráběl polský podnik Jelcz.
Vlečný vůz PO-1 byl odvozen z meziměstského autobusu Jelcz 043, který byl vyráběn v Polsku na základě licence k produkci vozů Škoda 706 RTO. Přední i zadní čelo přívěsu je shodné. Díky mechanismu řízení společně se speciálním táhlem byl vůz za autobusem velmi stabilní. V pravé bočnici se nacházejí jedny mechanické (tzv. bouchací) dveře. Sedačky v interiéru jsou uspořádány příčně 2+2 se střední uličkou.
Pro export (např. do bývalého Československa) byl přívěs mírně upraven a označen PO-1E.
V současnosti se na území Česka nachází několik zrenovovaných vleků Jelcz PO-1E (např. Dopravní podnik Ostrava, ČSAP Nymburk nebo Technické muzeum v Brně).

## Technické parametry
- Délka: 6970 mm
- Šířka: 2460 mm
- Výška: 2900 mm
- Hmotnost prázdného vozu: 3640 kg
- Místa celkem: 43
  - k sezení: 31
  - ke stání: 12

## Historické vozy
- Technické muzeum v Brně (renovován jako olomoucký vůz ev. č. 01, SPZ 02V 0264)
- BusLine (SPZ 08V 0396)
- ČSAP Nymburk (SPZ AO 35-82)
- DP Ostrava (vůz ev. č. 1227, SPZ OV 79-93)
- DP Pardubice (vůz ev. č. 5, SPZ PUP 83-93)
- DS Zlín - Otrokovice (SPZ 14V 0149)
- DP České Budějovice (vůz ev. č. 13, SPZ 3C4 8956)
- DP Plzeň (před renovací)
- Jiří Benda, Bítovčice (SPZ 06V 0560)
- Martin Uher
- RTO Club (Václav Prokopec)
- ZHTA Jihlava (před renovací, ex SPZ 3J3 0787)
- RETROBUS (před renovací, ex SPZ ZN 56-47)
- soukromý sběratel (před renovací, ex SPZ PE 68-40)

Slovensko
- Veteran Bus Diamant (v renovací)
- Priatelia veteránov Šurany (v renovací)

Polsko
- Varšava (vůz ev. č. 618, SPZ WI 444AH)
- Krakov (vůz ev. č. 608, SPZ KR 99127)
- Poznaň (vůz ev. č. 1813, SPZ PO 5814Y)
- Gdaňsk (vůz ev. č. 27035, SPZ GD 63E)
- Sosnowiec (v renovací)
- Trzeboś (SPZ RZE 9U)

Německo:
- Eberswalde (SPZ BAR B 110H)